# 슈퍼 모나코 GP
《슈퍼 모나코 GP》(スーパーモナコGP)는 1989년 세가 엑스 보드 기판으로 나온 포뮬라 1 레이싱 시뮬레이션 게임이다. 이 게임은 1990년대의 여러 비디오 게임기와 컴퓨터로 이식되었으며 모나코 GP의 후속작이다.
아미가와 암스트래드 CPC, 아타리 ST, 메가 드라이브, 세가 마스터 시스템, 게임기어, ZX 스펙트럼으로 이식되었다.